# ماتی جلیچ
ماتی جلیچ (انگلیسی: Matej Jelić؛ زادهٔ ۵ نوامبر ۱۹۹۰) بازیکن فوتبال اهل کرواسی است.
از باشگاه‌هایی که در آن بازی کرده‌است می‌توان به باشگاه فوتبال دینامو زاگرب، باشگاه فوتبال رودش، باشگاه فوتبال راپید وین، باشگاه فوتبال ژیلینا، و باشگاه فوتبال لوکوموتیو زاگرب اشاره کرد.